# MIRAGE (バンド)
MIRAGE（ミラージュ、1997年 - 2000年、2022年-）は、日本のヴィジュアル系ロックバンド。Matina所属。La:Sadie's解散後、KISAKIによって結成された。

## 特徴
発表された楽曲は様々だが、殆どがメロディアスで勢いのある美しい旋律のロックナンバーである。ヴォーカルが変わった第2期に創られた楽曲は、よりダークな色彩を強めているが、基本的な曲調は変わらない。
ライブの本数が非常に多く、結成された年である1997年には年間100本以上のライブを行った。

## バンドの歴史
- 1997年
  - 1月16日：KISAKI（ex.La:Sadie's）を中心に結成。
  - 1月28日：シークレット初ライブを心斎橋MUSE HALLにて開催。
  - 3月12日：大阪MUSE HALLを皮切りに結成記念全国ツアー「反射拒絶の憂鬱」を開催。（全会場DEMO TAPE「百花繚乱」無料配布）
  - 4月4日：1st DEMO TAPE「en:Rouge」発売。（5000本完売）
  - 4月18日：西九条BRAND NEWにてTOUR FINAL主催イベント「Solitude 初夜」を開催。
  - 4月21日：1st MAXI-SINGLE「Silhouette」発売。（限定3000枚完売）/発売記念TOURとしてZONE関西編＋α「虚像と10物語の神話」を開催。
  - 5月21日：2nd MAXI-SINGLE「Syndrome」発売。（限定3000枚完売）/発売記念TOURとしてZONE中部編＋α「虚像と8物語の神話」を開催。
  - 6月21日：3rd MAXI-SINGLE「Genesis...」発売。（限定3000枚完売）/発売記念TOURとしてZONE関東編＋α「虚像と8物語の神話」を開催。
  - 7月11日：梅田GUILDにてZONE TOUR FINAL 3DAYSを行う（即日完売）
  - 7月12日：梅田GUILDにてZONE TOUR FINAL 3DAYSを行う（即日完売）
  - 7月13日：梅田GUILDにてZONE TOUR FINAL 3DAYSを行う（即日完売）
  - 7月19日：西九条BRAND NEWを皮切りに全国TOUR「Cradle of labylinth」を開催。
  - 8月21日：オムニバスアルバム「THE END OF CENTURY ROCKERS」に1曲参加
  - 8月30日：梅田amHALLにてTOUR FINAL主催イベント「solitude xxx」2DAYSを開催。（600名SOLD OUT）
  - 8月31日：梅田amHALLにてTOUR FINAL主催イベント「solitude xxx」2DAYSを開催。（600名SOLD OUT）
  - 9月22日：梅田amHALLにて初のワンマンライブ「～ASLEEP...眠れない夜...～」を開催。（600名SOLD OUT）
  - 10月11日：KISAKIプロデュースオムニバスアルバム「NEW AGE CULTURE～第一楽章～」に1曲参加。
  - 10月25日：イーストウエスト・ジャパンよりメジャーMINI ALBUM「Arcadia」発売。（10000枚以上販売）/発売記念東.名.阪ワンマンライブ,11.14 名古屋MUSIC FARM,11.23 西九条BRAND NEW,11.26 目黒鹿鳴館
  - 11月1日：KISAKI主催による新レーベル「Matina」設立。
  - 12月1日：4th MAXI-SINGLE「流星」発売。（限定5000枚完売/Ree-RAPES-プロデュース）
  - 12月16日：MIRAGE,Ove,ZENITH 3バンドオムニバスCD「SUPER InD's vol:1」に一曲参加。
  - 12月16日：オムニバスアルバム「Black Market 1997」に一曲参加。
  - 12月31日：西九条BRAND NEWワンマンライブ。（300名SOLD OUT）
- 1998年
  - 5月21日：5th MAXI-SINGLE「Rain」発売。
  - 7月31日：TOMO脱退。
  - 9月14日：AKIRA（ex.L～CYFER）加入。Dr.のHIROがAYAMEに改名。第二期MIRAGEとして活動再開。
  - 12月23日：2nd MINI ALBUM「Risk en Eve」発売。
- 1999年
  - 6月30日：6th MAXI-SINGLE「...Air」発売。
- 2000年1月16日：梅田HEAT BEATでのワンマン公演を以て解散。
- 2007年7月4日：BEST ALBUM「BEST COLLECTION 1997～2000」発売。
- 2013年3月16日：AYAME死去。
- 2018年3月31日：MINI ALBUM「BURIAL」、LIVE ALBUM「LIVE ARCHIVES 1997～1999」発売。
- 2021年
  - 1月16日：Gt.に舜（NEiN、覇叉羅-vasalla-）、Dr.にYOMI（【zo:diaek】）加入。第三期MIRAGEとして活動再開。

- 2022年
  - 4月20日：キャリア初となる1st FULL ALBUM「BIOGRAPH」発売。

## ディスコグラフィ

### 第1期
DEMO TAPE
| 1st  | 1997年3月1日   | 公認海賊盤＃1              |
| 配布 | 1997年3月12日  | 百花繚乱                   |
| 2nd  | 1997年4月4日   | en:Rouge                   |
| 3rd  | 1997年7月19日  | Cradle of Labylinth        |
| 4th  | 1997年9月22日  | 公認海賊盤＃1 -2ND PRESS-  |
| 配布 | 1997年12月31日 | Solitude xxx               |
| 5th  | 1998年2月14日  | 黒の楽園                   |
| 6th  | 1998年2月14日  | 赤の楽園                   |
| 7th  | 1998年6月25日  | 摩天楼の囁き -NEW VERSION- |

SINGLE
| 1st | 1997年4月21日 | Silhouette | テレビ朝日 「Break Out」 エンディングテーマ |
| 2nd | 1997年5月21日 | Syndrome   |                                             |
| 3rd | 1997年6月21日 | Genesis... |                                             |
| 4th | 1997年12月1日 | 流星       |                                             |
| 5th | 1998年5月21日 | Rain       |                                             |

MINI ALBUM
| 1st | 1997年10月25日 | Arcadia（イーストウエスト・ジャパン） |

Video
| 1st | 1998年8月10日 | Cradle of labylinth |

オムニバス
| 1997年3月19日  | Refuse                         | 『MOON～LIGHT～DANCE』収録            | NeiLとのカップリング |
| 1997年8月21日  | THE END OF THE CENTURY ROCKERS | 『百花繚乱 -REMIX VERSION-』収録      |                      |
| 1997年10月20日 | NEW AGE CULTURE ～第一楽章～   | 『Silence』収録                       | 初回限定5000枚       |
| 1997年12月16日 | Black Market 1997 vol.2        | 『Cradle of Labyrinth～type B～』収録 |                      |
| 1997年12月16日 | SUPER InD's VOL.1              | 『Death Mania』収録                   |                      |
| 1998年1月30日  | Face of Soleil                 | 『Silence』収録                       | 初回限定5000枚       |
| 2003年2月14日  | Matina1997～2002               | 『CROSS』収録                         | 限定1000枚           |

### 第2期
SINGLE
| 配布 | 1998年10月9日 | GRAVE～古エノ眠り～ |
| 6th  | 1999年6月30日 | ･･･Air              |
| 配布 | 2000年1月16日 | ESCAPE              |

MINI ALBUM
| 2nd | 1998年12月23日 | Risk en Eve（イーストウエスト・ジャパン） |

VIDEO
| 2nd | 1999年10月27日 | DEATH AND REBIRTH |

### 解散後
| BEST ALBUM     | 2007年7月4日  | BEST COLLECTION 1997～2000 |
| 3rd MINI ALBUM | 2018年3月31日 | BURIAL                     |
| LIVE ALBUM     | 2018年3月31日 | LIVE ARCHIVE 1997～1999    |

### 第三期
SINGLE
| 配布 | 2022年4月20日     | NECROPOLICE ～Peacefully in heaven～ |            | 「BIOGRAPH」2TYPE同時購入者プレゼント |
| 7th  | 2022年7月30日予定 | MIST                                 | CD+Tシャツ |                                       |

ALBUM
| 1st | 2022年4月20日 | BIOGRAPH | CD+DVD CD |